# Review of International Political Economy
Review of International Political Economy (RIPE) — специализированный экономический журнал. Издание основано в 1994 г.
Журнал пытается определить общие точки зрения политэкономов, исследователей международных отношений, географов и социологов на проблемы международной торговли и финансов, производства и потребления, глобального управления и регулирования, культуры и экологии.
В редакционный совет журнала входят известные экономисты: С. Амин, Б. Коэн, А. Г. Франк, С. Джордж, М. Калдор, А. Липиц, С. Сассен, И. Валлерстайн и др.
Периодичность выхода журнала: 5 номеров в год.